# Кольцо многочленов
Кольцо многочленов — кольцо, образованное многочленами от одной или нескольких переменных с коэффициентами из другого кольца. Изучение свойств колец многочленов оказало большое влияние на многие области современной математики; можно привести примеры теоремы Гильберта о базисе, конструкции поля разложения и изучения свойств линейных операторов.

## Многочлены от одной переменной над полем

### Многочлены
Многочлен от x с коэффициентами в поле k — это выражение вида
{\displaystyle p=p_{m}x^{m}+p_{m-1}x^{m-1}+\cdots +p_{1}x+p_{0},}
где p0, …, pm — элементы k, коэффициенты p, а x, x 2, … — формальные символы («степени x»). Такие выражения можно складывать и перемножать по обычным правилам действий с алгебраическими выражениями (коммутативность сложения, дистрибутивность, приведение подобных членов и т. д.). Члены pkx k с нулевым коэффициентом pk при записи обычно опускаются. Используя символ суммы, многочлены записывают в более компактном виде:
{\displaystyle p=p_{m}x^{m}+p_{m-1}x^{m-1}+\cdots +p_{1}x+p_{0}=\sum _{k=0}^{m}p_{k}x^{k}.}

### Кольцо многочленовk[x]
Множество всех многочленов с коэффициентами в {\displaystyle k} образует коммутативное кольцо, обозначаемое {\displaystyle k[x]} и называемое кольцом многочленов над {\displaystyle k}. Символ {\displaystyle x} обычно называют «переменной», эта терминология возникла из рассмотрения полиномиальных функций над {\displaystyle \mathbb {R} } или над {\displaystyle \mathbb {C} }. Однако, в общем случае многочлены и полиномиальные функции — это разные вещи; например, над конечным полем {\displaystyle \mathbb {F} _{p}} из простого числа {\displaystyle p} элементов многочлены {\displaystyle x^{1}} и {\displaystyle x^{p}} задают одну и ту же функцию, но это разные  многочлены (многочлены считаются равными тогда и только тогда, когда у них совпадают все коэффициенты). Следовательно, переменную {\displaystyle x} нельзя считать принадлежащей полю {\displaystyle k}; о кольце {\displaystyle k[x]} можно думать так: мы добавляем во множество элементов поля новый элемент {\displaystyle x} и требуем только того, чтобы выполнялись аксиомы кольца и чтобы {\displaystyle x} коммутировал с элементами поля.
Поскольку элементы кольца многочленов можно умножать на «скаляры» из поля {\displaystyle k}, оно фактически является ассоциативной алгеброй над полем {\displaystyle k}. Если рассматривать {\displaystyle k[x]} как векторное пространство (то есть «забыть» об умножении), оно имеет бесконечный базис из элементов {\displaystyle 1=x^{0}}, {\displaystyle x=x^{1}}, {\displaystyle x^{2}} и т. д.

### Разложение на простые вk[x]
В кольце k[x] один многочлен можно разделить на другой (например, воспользовавшись алгоритмом деления столбиком) с остатком. При этом степень остатка будет меньше, чем степень делителя, это делает функцию «степень многочлена» евклидовой функцией, а кольцо многочленов — евклидовым. Из этого следует, что в кольце многочленов можно осуществить алгоритм Евклида нахождения наибольшего общего делителя, а значит, существует разложение на простые (такие кольца называются факториальными). Из этого также следует, что k[x] — область главных идеалов.

### Факторкольцаk[x]
Рассмотрим коммутативное кольцо L, содержащее поле k, такое что существует элемент θ кольца L, причем L порождается θ над k, то есть любой элемент L можно выразить через θ и коэффициенты из поля k с помощью операций сложения и умножения. Тогда существует единственный гомоморфизм колец φ из k[x] в L, «сохраняющий» k и отправляющий x в θ. Сюръективность этого отображения означает в точности то, что L порождется θ над k. Применив к этому отображению теорему о гомоморфизме, получаем, что L изоморфно факторкольцу k[x] по ядру φ; поскольку любой идеал в k[x] главный,
{\displaystyle L\simeq k[x]/(p).}
Важный частный случай — когда кольцо, содержащее k, само является полем; обозначим его K. Простота фактормодуля по {\displaystyle (p)} равносильна неприводимости {\displaystyle p}. Теорема о примитивном элементе утверждает, что любое конечное сепарабельное расширение может быть порождено одним элементом, и, следовательно, имеет вид фактора кольца многочленов над меньшим полем по неприводимому многочлену. В качестве примера можно привести поле комплексных чисел, которое порождено над R элементом i, таким что i2 + 1 = 0. Соответственно, многочлен x2 + 1 неприводим над R и
{\displaystyle \mathbb {C} \simeq \mathbb {R} [x]/(X^{2}+1).}
Более общо, для произвольного (даже некоммутативного) кольца A, содержащего k и элемента a кольца A, коммутирующего со всеми элементами k, существует единственный гомоморфизм колец из k[x] в A, отправляющий x в a:
{\displaystyle \phi :k[x]\to A,\quad \phi (x)=a.}
Существование и единственность такого гомоморфизма выражается с помощью определенного универсального свойства кольца многочленов и объясняет определенную «уникальность» кольца многочленов в различных конструкциях теории колец и коммутативной алгебры.

### Модули
k[x] — область главных идеалов, поэтому к модулям над ним применима соответствующая структурная теорема. Эта классификация важна в теории линейных операторов, так как модули над k[x] взаимно-однозначно соответствуют линейным операторам на k-векторном пространстве.

### Многочлены над кольцом
Многочлены над кольцом определяются совершенно аналогично многочленам над полем, однако большая часть перечисленных выше свойств для них перестаёт быть верной. Во-первых, к многочленам над произвольным кольцом нельзя применить алгоритм деления столбиком — ведь в кольце невозможно делить даже на многочлены нулевой степени (константы). Следовательно, в общем случае кольцо многочленов не является евклидовым (и даже областью главных идеалов), однако R[x] останется факториальным в том случае, если само R факториально. В этом же смысле при переходе к кольцу многочленов сохраняются свойства целостности и нётеровости (последний результат известен как теорема Гильберта о базисе).

## Многочлены от нескольких переменных

### Определение
Многочлен от n переменных X1,…, Xn с коэффициентами в поле K определяется аналогично многочлену от одной переменной, но обозначения становятся более сложными. Для любого мультииндекса α = (α1,…, αn), где каждое αi — ненулевое целое число, пусть
{\displaystyle X^{\alpha }=\prod _{i=1}^{n}X_{i}^{\alpha _{i}}=X_{1}^{\alpha _{1}}\ldots X_{n}^{\alpha _{n}},\quad p_{\alpha }=p_{\alpha _{1}\ldots \alpha _{n}}\in \mathbb {K} .\ }
Xα называется одночленом степени {\displaystyle |\alpha |=\sum _{i=1}^{n}\alpha _{i}}. Многочлен — это конечная линейная комбинация одночленов с коэффициентами в K:
{\displaystyle \sum _{\alpha }p_{\alpha }X^{\alpha }}.
Многочлены от n переменных с коэффициентами в поле k (с обычными операциями сложения и умножения) образуют коммутативное кольцо, обозначаемое
k[x1,…, xn]. Это кольцо можно получить многократным применением операции «взятие кольца многочленов над данным кольцом». Например, k[x1, x2] изоморфно k[x1][x2], как и k[x2][x1]. Это кольцо играет фундаментальную роль в алгебраической геометрии. Многие результаты коммутативной алгебры были достигнуты благодаря изучению идеалов этого кольца и модулей над ним.

### Теорема Гильберта о нулях
Несколько фундаментальных результатов, касающихся взаимосвязи между идеалами кольца k[x1,…, xn] и алгебраическими подмногообразиями kn известны под общим именем теоремы Гильберта о нулях.
- (слабая форма, алгебраически замкнутое поле) Пусть k — алгебраически замкнутое поле. Тогда любой максимальный идеал m кольца k[x1,…, xn] имеет вид

{\displaystyle m=(x_{1}-a_{1},\ldots ,x_{n}-a_{n}),\quad a=(a_{1},\ldots ,a_{n})\in k^{n}.}
- (слабая форма, любое поле коэффициентов) Пусть k — поле, K — алгебраически замкнутое поле, содержащее k и I — идеал в кольце k[x1,…, xn]. Тогда I содержит 1 в том и только в том случае, когда многочлены из I не имеют общего нуля в Kn.
- (сильная форма) Пусть k — поле, K — алгебраически замкнутое поле, содержащее k, I — идеал в кольце k[x1,…, xn] и V(I) — алгебраическое подмногообразие, Kn определенное I. Пусть f — многочлен, равный нулю во всех точках V(I). Тогда некоторая степень f принадлежит идеалу I.

Если использовать определение радикала идеала, эта теорема утверждает, что f принадлежит радикалу I. Немедленное следствие из этой формы теоремы — существование биективного соответствия между радикальными идеалами K[x1,…, xn] и алгебраическими подмногообразиями n-мерного аффинного пространства Kn.